# Iulian-Gabriel Bîrsan
Iulian-Gabriel Bîrsan (n. 29 octombrie 1956, Târgu Bujor, România – d. 27 august 2022) a fost un inginer, cercetător științific și profesor universitar din România, fost rector al Universității „Dunărea de Jos” din Galați.

## Activitatea profesională
Iulian-Gabriel Bîrsan a fost profesor universitar la Facultatea Transfrontalieră de Științe Umaniste, Economice și Inginerești
din cadrul Universității „Dunărea de Jos” din Galați și conducător de doctorat în domeniul Inginerie mecanică din cadrul acestei Universități. A devenit rector la 20 februarie 2012.
Iulian-Gabriel Bîrsan a fost validat ca deputat al Partidului Democrat (PD) la 1 septembrie 2004 când l-a înlocuit pe deputatul Mircea-Nicu Toader. În legislatura 2004-2008, Iulian-Gabriel Bîrsan a fost ales deputat al județului Galați pe listele PD, care ulterior a devenit Partidului Democrat Liberal. În cadrul activității sale parlamentare, Bîrsan a fost membru în grupurile parlamentare de prietenie cu Republica Coreea, Republica Letonia și Republica Finlanda. Conform biografiei sale oficiale, Iulian-Gabriel Bîrsan  a fost membru PCR în perioada 1978-1989.